# Müritzsee
Müritzsee är en sjö i Mecklenburg-Vorpommern, Tyskland, den största sjön på Mecklenburgska sjöplatån. Müritz är också Tysklands näst största sjö (efter Bodensjön).
Sjön är belägen 62 meter över havet, har en yta på 138 kvadratkilometer och är 33 meter djup. Sjön avvattnas genom Elde till Elbe, en segelled som sedan fortsätter till övre Havel.